# Świnków (województwo świętokrzyskie)
Świnków – wieś w Polsce położona w województwie świętokrzyskim, w powiecie koneckim, w gminie Smyków.
| SIMC    | Nazwa         | Rodzaj    |
| ------- | ------------- | --------- |
| 0992600 | Dworskie Pola | część wsi |
| 0992616 | Warpy         | część wsi |

W latach 1975–1998 miejscowość położona była w województwie kieleckim.
Wierni Kościoła rzymskokatolickiego należą do parafii Matki Bożej Częstochowskiej w Miedzierzy.